# 札幌市立八軒東中学校
札幌市立八軒東中学校（さっぽろしりつ はちけんひがしちゅうがっこう）は北海道札幌市西区八軒2条東3丁目に所在する公立中学校。

## 沿革
1982年5月に新設校の校舎建築工事が着工した。11月1日に札幌市条例により札幌市立八軒東中学校を設置した。1983年に八軒中学校から分離し「札幌市立八軒東中学校」（生徒708名）が開校した。
年表
- 1982年（昭和57年）- 校舎建築工事着工、市条例により札幌市立八軒東中学校を設置[1]。
- 1983年（昭和58年）- 札幌市立八軒東中学校が開校[1]。
- 1986年（昭和61年）- 第二期校舎増築工事完成[1]。
- 1993年（平成5年）- コンピュータ教室工事完成[1]。

## 教育目標
「たくましく 生きぬく力」
- 豊かな心を育む[2]
- 高い知性を磨く[2]
- 健全な心身を鍛える[2]

## 部活動
体育部
- 野球部
- サッカー部
- 男子バレーボール部
- 女子バレーボール部
- 女子ソフトテニス部
- 卓球部

文化部
- 吹奏楽部
- 美術部

かつてあった部活動
- バドミントン部 - 全国大会出場（2018年）[1]
- 陸上部 - 全国大会出場（1999年、2019年）[1]

個人
- スキー
  - 全国中学校スキー大会 スキージャンプ競技 優勝（2002年）[1]
  - 全国大会出場（2006年、2008年）[1]
- スケート - 全国大会出場（2008年 - 2009年）[1]
- 水泳 - 全国大会出場（2007年）[1]

## 通学区域
通学区域は以下の通り。
西区
- 八軒1条東1丁目 - 5丁目
- 八軒2条東1丁目 - 5丁目
- 八軒3条東1丁目 - 5丁目
- 八軒4条東1丁目 - 5丁目
- 八軒5条東1丁目 - 5丁目
- 八軒6条東1丁目 - 5丁目
- 八軒7条東1丁目 - 5丁目
- 八軒8条東1丁目 - 5丁目
- 八軒9条東1丁目 - 5丁目
- 八軒10条東1丁目 - 5丁目
- 八軒1条西1丁目 - 2丁目
- 八軒2条西1丁目 - 2丁目
- 八軒3条西1丁目 - 2丁目
- 八軒4条西1丁目 - 2丁目
- 八軒5条西1丁目 - 2丁目

## 出身小学校
校区によって出身小学校が異なる。
- 札幌市立琴似中央小学校
- 札幌市立八軒小学校

## 交通アクセス
鉄道
- JR函館本線琴似駅より徒歩11分。

バス
- 北海道中央バス（西71）新川八軒線「八軒6条東5丁目」停留所下車、徒歩12分[6]。